# Horné Zelenice
Horné Zelenice (em húngaro: Felsőzélle) é um município da Eslováquia, situado no distrito de Hlohovec, na região de Trnava. Tem 4,25 km² de área e sua população em 2018 foi estimada em 694 habitantes.

## Demografia
| Ano:        | 1994 | 2004   | 2014   | 2024   |
| ----------- | ---- | ------ | ------ | ------ |
| Broj ljudi: | 627  | 655    | 706    | 713    |
| Razlika:    |      | +4,46% | +7,78% | +0,99% |

| Ano:               | 2023 | 2024   |
| ------------------ | ---- | ------ |
| Número de pessoas: | 696  | 713    |
| Diferença:         |      | +2,44% |